# BMW XM
BMW XM (BMW:s chassikod: G09) är en laddhybridbil, tillverkad av den tyska biltillverkaren BMW M sedan 2022. 
BMW XM är den första modell som utvecklats helt inom M-avdelningen sedan M1:an. Den lanserades i samband med att M-avdelningen fyllde 50 år.
XM är en laddhybridbil där den bensindrivna V8-motorn tillsammans med en elmotor ger en systemeffekt på 653 hk och 800 Nm. Räckvidden på ren eldrift uppges vara åtta mil.